# Selen-Gleichrichter

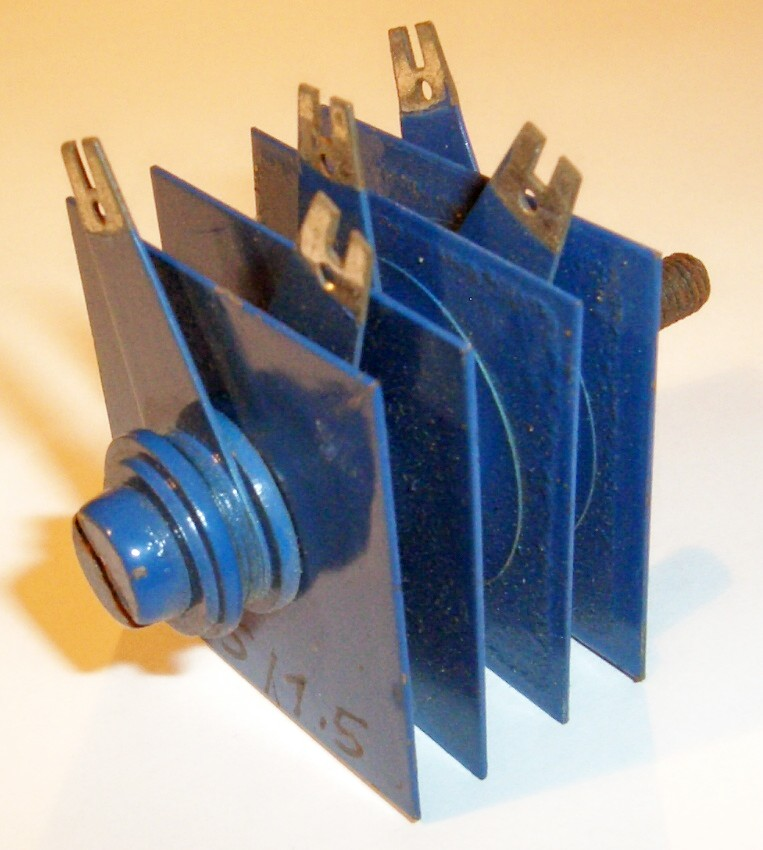
Selengleichrichter (Graetzbrücke) in typischer Bauweise: zusammen mit Anschlußfahnen auf Schraube aufgefädelte Platten

Ein Selen-Gleichrichter ist ein Gleichrichter aus Halbleiterdioden auf der Basis des halbleitenden Elementes Selen. Heute finden Selen-Gleichrichter kaum noch Anwendung und sind weitgehend durch Halbleitergleichrichter aus Germanium und später aus Silizium ersetzt worden.
Zur Herstellung einer Diode wird das Selen als Schicht auf einer vernickelten Eisen- oder einer Aluminium-Trägerplatte aufgebracht. Die Deckelektrode besteht aus einer niedrig schmelzenden Zinnlegierung, die ihrerseits mittels Kontaktfedern z. B. auf einem Gewindebolzen zu einem Diodenstapel, dem Selen-Gleichrichter, zusammengeschaltet werden kann.

## Bauformen

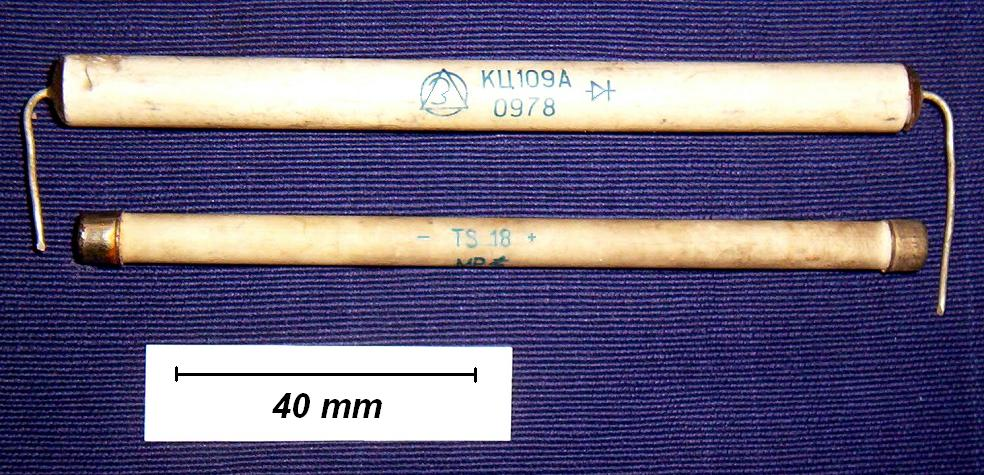
Unteres Bauteil: „Selenstab“ zur Hochspannungsgleichrichtung für 18 kV

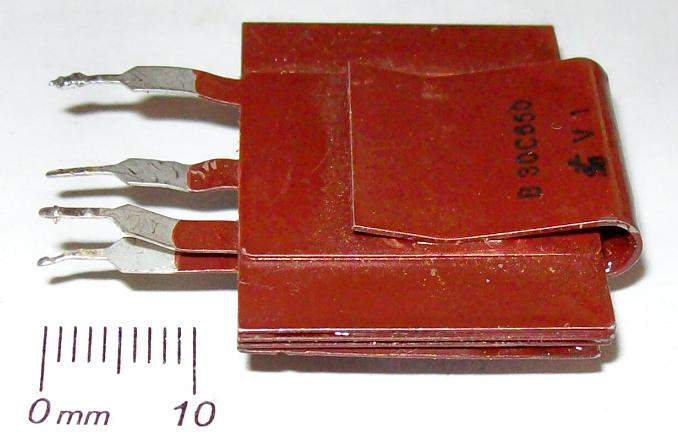
Selengleichrichter (Graetzbrücke) in der am Ende der Entwicklung für kleine Ströme üblichen Klammerbauform (Gleichrichterplatten mit zwischengefügten Anschlußfahnen zusammen geklemmt)
(Bauteilwerte: 30 V / 0,65 A)

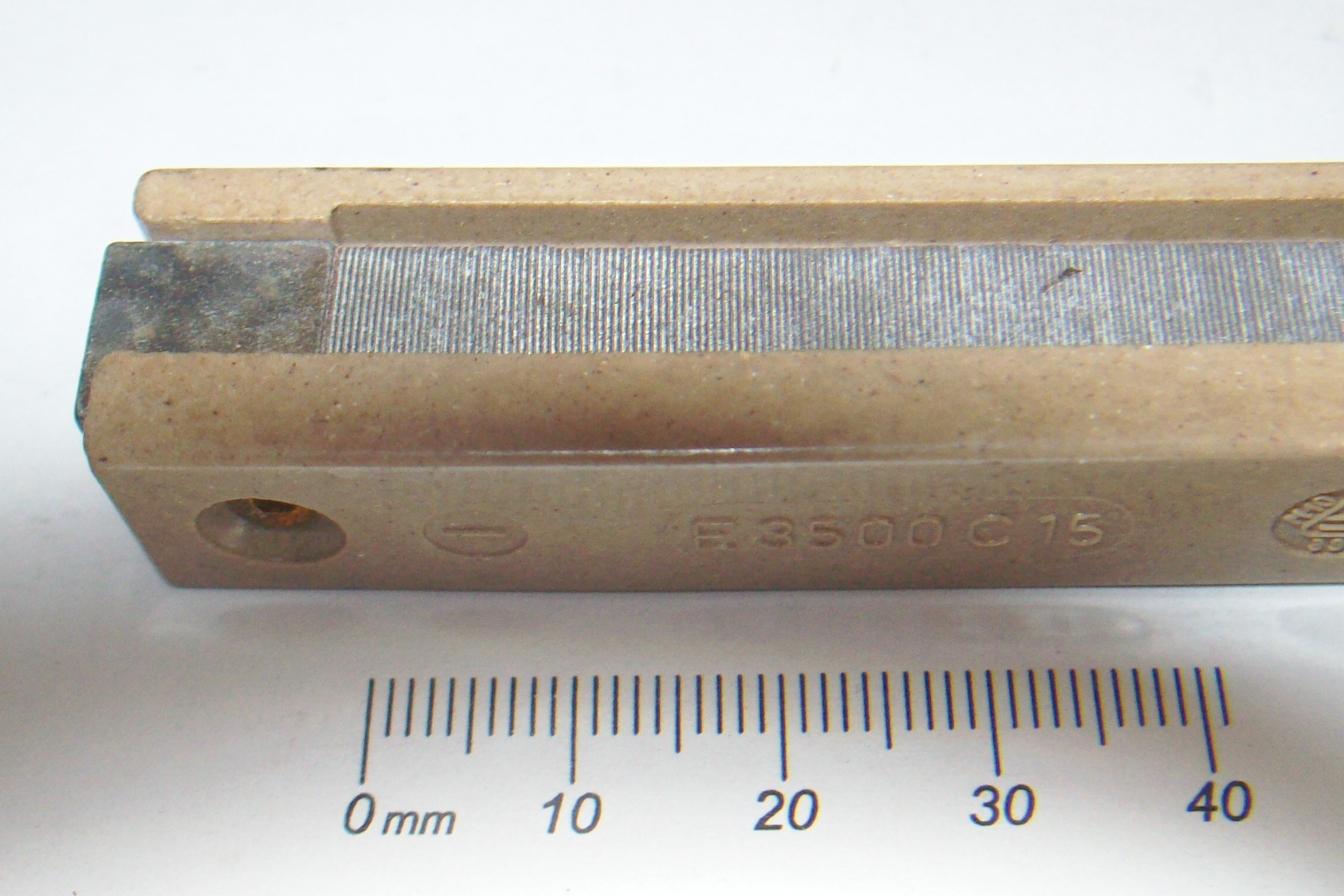
Stapel aus vielen Selendioden-Platten (>3,5 kV Sperrspannung, 15 mA max. Durchlassstrom)

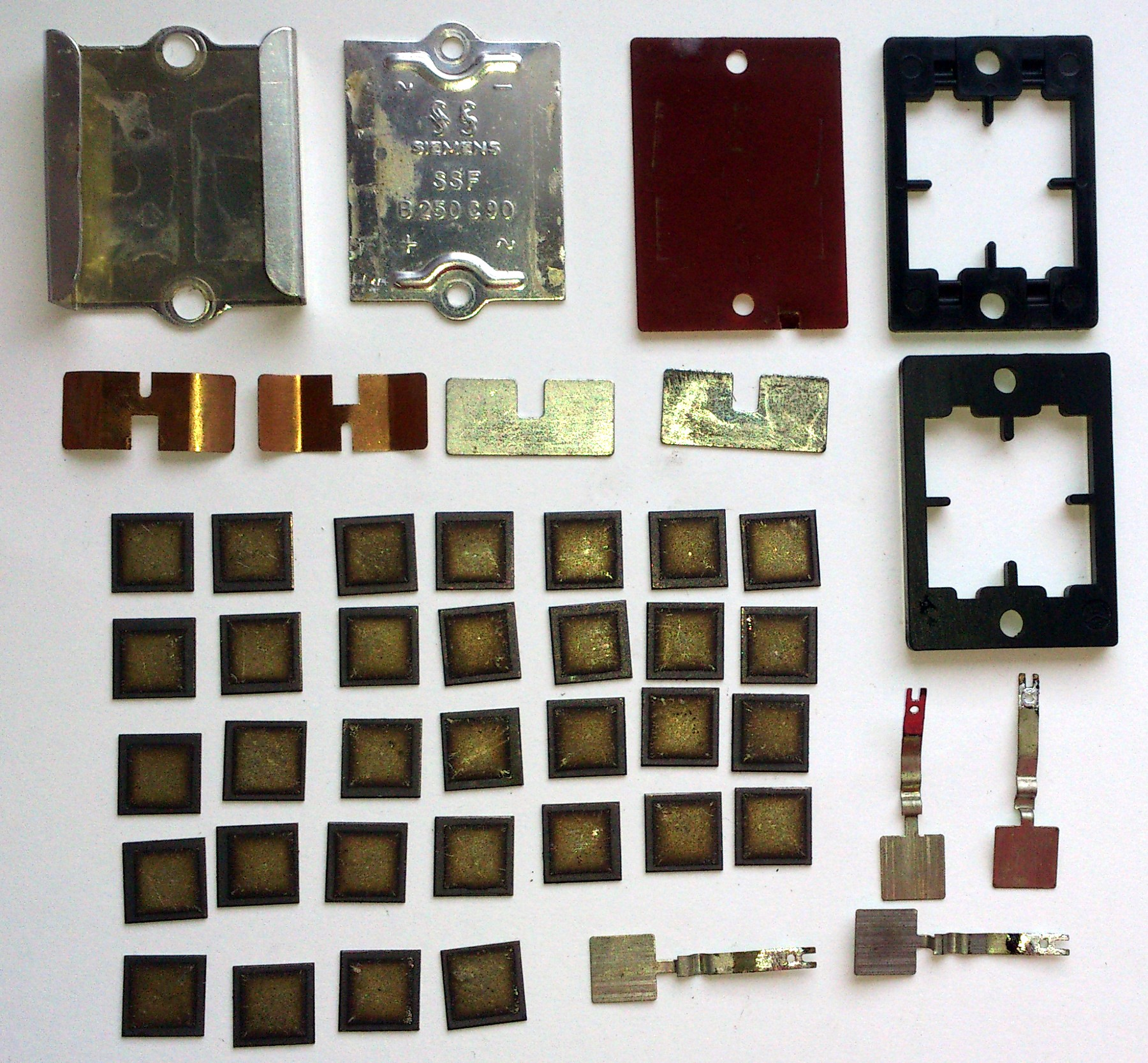
Selen-Brückengleichrichter von Siemens in Einzelteilen:
32 Gleichrichterplatten (braun),
je 8 Platten bilden einen Brückenzweig

Selen-Gleichrichter wurden oft als Brückengleichrichter (Halb- und Vollbrücke) aufgebaut, die elektrischen Anschlüsse wurden als Lötfahnen zwischen den Metallplatten herausgeführt. Bei dieser Konstruktion wurden die einzelnen Diodenplatten mit Kontaktfedern und Isolierscheiben in einer Achse auf einem Gewindestab montiert (siehe oben stehendes Bild). Teilweise wurden auch zwei getrennte Deckelektroden auf einer Platte realisiert, so dass auf einem Blech zwei Dioden mit gemeinsamer Kathode entstanden. Diese Bauform erforderte zur Montage zwei parallele Gewindestäbe.
Auf der Basis von Selen wurden auch Dioden für kleine Ströme bis zu Sperrspannungen von etwa 20 Kilovolt gefertigt (siehe rechts stehendes Bild). Sie bestanden aus einer großen Zahl hintereinander in einem Rohr untergebrachten bzw. gestapelten Selendioden kleiner Fläche (ca. 1 mm2). Sie dienten u. a. zur Erzeugung der Anodenspannung für die Bildröhre in Schwarz/Weiß-Fernsehgeräten und waren als „Selenstab“ bekannt.
Selenstäbe für geringere Spannungen waren entsprechend kürzer und oft aus Hartpapier gefertigt; für einen Maximalstrom von 10 mA hatten sie z. B. 10 mm Durchmesser – sie waren also gegenüber Siliziumdioden vergleichsweise riesig. Weiterhin wurden großflächige Selen-Fotodioden (ca. 4 cm2, transparente Deckelektrode ähnlich Solarzellen) zum Einsatz in Belichtungsmessern gefertigt.
Kleine Selengleichrichter für Ströme um 10…100 mA wurden auch aus mit einer Klammer zusammengehaltenen Platten gefertigt (siehe links stehendes Bild), ganz kleine Gleichrichter wurden in Kunststoffgehäuse vergossen. Antiparallel zusammengeschaltete Selendioden wurden auch als sogenannte Gehörschutzdioden in Telefonen eingesetzt; sie begrenzten durch ihre nichtlineare, jedoch „weiche“ Kennlinie Knackgeräusche auf ein erträgliches Maß, ohne starke Verzerrungen bei lauten Gesprächen hervorzurufen.

## Geschichte
Der gleichrichtende Effekt einer Selenschicht auf Metall wurde 1874 von dem deutschen Physiker Karl Ferdinand Braun entdeckt. Größere wirtschaftliche Bedeutung erlangte dieser Gleichrichter allerdings erst Anfang bis Mitte des 20. Jahrhunderts.
Selengleichrichter wurden, wie auch die seit 1925 bekannten Kupferoxydul-Gleichrichter, Trockengleichrichter genannt, da es früher auch elektrolytische Verfahren zur Gleichrichtung gab. 1927/28 entwickelt Ernst Presser bei TeKaDe den Selen-Gleichrichter (DRP 501228).
Sie wurden vereinzelt ab ca. 1930 und verbreitet noch bis nach Erfindung des Siliziumgleichrichters 1952 verwendet, um kleine bis mittlere Ströme und Spannungen u. a. in Röhrenradios (Anodenspannung) oder Ladegeräten gleichzurichten – Germaniumdioden hatten ebenfalls nur geringe Sperrspannungen, konnten jedoch nicht in Reihe geschaltet werden; Siliziumdioden hatten zwar hohe Sperrspannungen, waren jedoch anfangs teuer. Unter anderem als Hochspannungsgleichrichter waren „Selenstäbe“ mindestens noch bis 1978 gebräuchlich.
Gegenüber der früher zur Anodenspannungserzeugung (200…300 V) in Radios eingesetzten Elektronenröhre (Gleichrichterröhre) haben Selen-Gleichrichter den Vorteil einer längeren Lebensdauer und des Wegfalls der Kathodenheizung. Mit dem Selengleichrichter stand jedoch nun insbesondere auch für Niederspannung ein wesentlich effektiverer Gleichrichter zur Verfügung, als es die bis ca. 1930 eingesetzten Kupferoxydul-Gleichrichter waren. Kupferoxydul-Gleichrichter wurden jedoch aufgrund ihrer geringen Flussspannung bis ca. 1950 weiterhin als Messgleichrichter gefertigt.

## Aufbau

Innere Struktur einer einzelnen Selengleichrichter-Platte

Noch lange nach seiner Erfindung war die genaue innere Struktur des Selengleichrichters ungeklärt. Schottky nahm zunächst an, es handele sich bei der Metall-Deckelektrode auf dem Selen um eine Schottky-Barriere. Zu Beginn der Entwicklung wurde das Selen mit Wärme und Druck auf die Trägerplatte aufgebracht. Später bedampfte man die Platten mit Selen. Halogenzusätze verbessern die Leitfähigkeit. Die Grundplatte bestand aus vernickeltem Eisen, später aus Aluminium. Die Deckelektrode aus einer Cadmium-Zinn-Legierung wird schmelzflüssig aufgebracht und anschließend wird die Platte thermisch und elektrisch formiert, wobei das Cadmium in das polykristalline Selen diffundiert und sich die Sperreigenschaft verbessert. Das Selen ist ein p-Leiter und das Cadmiumselenid ist ein n-Leiter, weswegen sich zwischen den beiden Stoffen ein p-n-Übergang, also eine Sperrschicht, ausbildet. Die technische Stromrichtung in Durchlassrichtung ist daher zur Deckelektrode gerichtet, weshalb dort beim Selen-Gleichrichter der Pluspol ist.

## Elektrische Eigenschaften
Die Plattengröße eines Selengleichrichters bestimmt dessen Stromtragfähigkeit – es wurden Platten mit einer Größe bis etwa 400 cm2 gefertigt, die einen Nennstrom von ca. 20 Ampere hatten. Sein Einsatzgebiet waren daher unter anderem auch Stromversorgungen zur Ladung von Akkumulatoren.
Einzelne Selen-Gleichrichter-Platten besitzen je nach Fertigungsverfahren eine maximale Sperrspannung von 15 V bis ca. 30 V pro Element. Für höhere Sperrspannungen können mehrere Platten bzw. Dioden in Serie geschaltet werden. Die Strom-Spannungs-Kennlinie zeigt im Durchlassbereich im Gegensatz zu Silizium-Gleichrichtern eine geringe Schleusenspannung und einen flacheren Verlauf. Daher konnten kleine Selendioden auch als Messgleichrichter eingesetzt werden. Der differentielle Innenwiderstand (Bahnwiderstand) von Selendioden ist jedoch pro Fläche wesentlich höher als derjenige von Siliziumdioden. Während die Stromdichte in Selenplatten 0,05 bis 0,1 A/cm2 beträgt, ist sie in Sliziumdioden etwa 3000-mal so hoch. Die thermischen Verluste eines Selen-Gleichrichters sind besonders bei hohen Spannungen vergleichsweise hoch, die Verlustwärme wird zwar durch die Metallplatten effektiv an die Umgebung abgegeben, aber die maximale Sperrschicht-Temperatur beträgt nur um 60 °C gegenüber 120 bis 170 °C bei Siliziumdioden.
Die Platten sind entlang einer Achse auf einer oder zwei Gewindestangen aufgebracht und verleihen den Gleichrichtern ihr typisches Aussehen (siehe Bild oben). Je nach Leistung wurden die Gleichrichter in verschiedenen Größen gefertigt – höherer Strom erforderte größere Platten, höhere Spannung längere Plattenstapel.
Selengleichrichter haben relativ große Sperrströme, verhalten sich jedoch relativ robust bei Sperrspannungsüberschreitung, solange die Verlustleistungsgrenze nicht überschritten wird. U.a. daher wurden sie noch lange Zeit nach der Erfindung der Siliziumdiode als Hochspannungsgleichrichter in Fernsehern eingesetzt – sie überstanden hier besser die bei einem Hochspannungsüberschlag in der Bildröhre auftretenden kurzzeitigen Überspannungen und -ströme.
Ein Vorteil der „weichen“ Kennlinie von Selengleichrichtern sowie deren hoher Plattenkapazität ist, dass sie kaum Störemissionen hervorrufen und aufgrund des größeren Stromflusswinkels eine geringere Zusatzbelastung für den speisenden Transformator darstellen. Demgegenüber müssen Siliziumgleichrichter oft entstört werden und verursachen auch dann starke Verzerrungsblindleistungen.

## Trivia
Wegen der bei starker Erwärmung auftretenden Geruchsentwicklung wurde der Selen-Gleichrichter scherzhaft „Gleich riecht er“ ausgesprochen. Der Geruch wird mit faulen Eiern oder Rettich verglichen. Der Geruch entsteht durch entweichende Selenverbindungen, die ähnlich wie Schwefelverbindungen nach faulen Eiern riechen.